# Neji Jouini
Neji Jouini (arabe : ناجي الجويني), né le 12 août 1949 à Béja, est un arbitre tunisien de football. Il a été arbitre international entre 1982 et 1994.

## Carrière
Il a officié dans des compétitions majeures :
- Coupe du monde de football des moins de 16 ans 1987 (deux matchs) ;
- Coupe d'Asie des nations de football 1988 (un match) ;
- Coupe du monde de football des moins de 20 ans 1989 (trois matchs) ;
- Coupe d'Afrique des nations de football 1990 (match pour la troisième place) ;
- Coupe du monde de football de 1990 (un match) ;
- Coupe d'Afrique des nations de football 1992 (deux matchs) ;
- Coupe d'Asie des nations de football 1992 (deux matchs) ;
- Coupe du monde de football de 1994 (deux matchs).